# Cheng nan Jiushi
Cheng nan Jiushi (城南旧事), comercialitzada en anglès com My Memories of Old Beijing, és una pel·lícula dramàtica xinesa del 1983 dirigida per Wu Yigong, basada en la novel·la homònima escrita per Lin Haiyin, publicada per primera vegada el 1960. Guanyador del 3r Jinji Jiang al millor director, millor música i millor actriu secundària l'any 1983, la pel·lícula va ser seleccionada com a entrada de la Xina per la Millor pel·lícula en llengua estrangera als Premis Oscar de 1983, però no va ser acceptada com a candidata.

## Argument
A finals de la dècada de 1920, una nena de sis anys anomenada Lin Yingzi (Shen Jie) viu a un hutong al sud de Pequín amb la seva família: el seu pare, la seva mare i la seva infermera.
La seva primera amiga és una boja Xiuzhen que sempre està parada a l'entrada de l'hutong esperant la seva filla desapareguda Guizi. Xiuzhen es va enamorar d'un jove a la universitat fa anys. Tanmateix, el jove va ser detingut abans de donar a llum la seva filla, que després va ser abandonada per la seva família. Yingzi mostra una gran simpatia per Xiuzhen. Resulta que l'amic de Yingzi, Niu, era la filla de Xiuzhen. Xiuzhen està tan emocionada que no pot esperar per portar la seva filla al seu pare, l'antic estudiant del qual es desconeix el destí. Aleshores, ambdues van fugir sota la pluja per trobar el pare. Però, malauradament, ambdues dos moren després de ser atropellades per un tren.
La Yingzi i la seva família es traslladen a un altre hutong. Fa amistat amb un jove de llavis gruixuts que es converteix en lladre per donar suport a l'escolarització del seu germà petit. Yingzi creu que el jove és amable, però no està segur de si és un bon noi. Més tard és arrestat per la policia, la qual cosa va fer que Yingzi es posi força trista.
Quan Yingzi té nou anys, el marit de la seva infermera ve a buscar la seva dona. Segons ell, el seu fill ha mort i la seva filla va ser venuda fa dos anys. La Yingzi es posa molt trista i no entén per què la seva infermera surt a guanyar diners en lloc de tenir cura dels seus propis fills a casa.
Finalment, el pare de Yingzi mor de tuberculosi. Després de la seva mort, Yingzi abandona Pequín amb la seva mare i el seu germà petit i s'acomiada de tots els records de la seva infància.

## Repartiment
- Shen Jie
- Zhang Min
- Zheng Zhenyao
- Zhang Fengyi
- Yan Xiang

## Recepció
La pel·lícula ha estat poc vista i distribuïda a Occident; tanmateix, la revista Time Out va elogiar la pel·lícula, titllant-la d'"impressionista, anecdòtica i ressonant", el resultat va ser "una pel·lícula immensament accessible i sovint tendra, de vegades traïda pel seu aspecte visual i ambició estilística, però tanmateix constantment evocadora, i plena d'una malenconia difusa que afecta."